# ارتفاع القمر (فلم)
ارتفاع القمر (بالإنجليزية: Rising Moon) هُو فيلم دراما نيجيري صدر سنة 2005 وأخرجه أندي نواكالور. الفيلم من بطولة أونيكا أونونو. حصل الفيلم على 12 ترشيحًا حفل توزيع جوائز الأكاديمية الأفريقية للأفلام لسنة 2006، وحصل في الأخير على 6 جوائز هي جائزة أفضل فيلم وأفضل مُخرج وأفضل مُمثلة في دور رئيسي وأفضل مُمثل في دور مُساعد وأفضل مُؤثرات بصرية وأفضل مونتاج.

## طاقم التمثيل
- أونيكا أونونو.
- جوستوس إسيري.
- أكومي أكومي.
- آرثر بروكس.
- مورين سولومان.

## روابط خارجية
مقالات تستعمل روابط فنية بلا صلة مع ويكي بيانات